# 正親町実徳
正親町 実徳（おおぎまち さねあつ）は、幕末の公家、明治期の官僚・華族。通称・亀久麿。

## 経歴
山城国京都で権大納言・正親町実光の三男として生まれる。兄・公道の死去に伴い、文政元年6月13日（1818年7月15日）家督を継承。文政7年12月16日（1825年2月3日）に元服し昇殿を許された。左近衛権少将、右近衛権中将、参議、権中納言などを歴任し、安政6年4月3日（1859年5月5日）権大納言に任じられた。
安政5年3月（1858年）、日米修好通商条約締結の勅許案を巡り、中山忠能・大炊御門家信・広幡忠礼・四辻公績・正親町三条実愛・三条西季知・日野資宗・庭田重胤・中院通富・橋本実麗・野宮定功・八条隆祐と共に、案文の変更を求めた。元治元年7月19日（8月20日）の禁門の変では長州藩側として動き、参朝停止、他人面会・他行の禁止を命ぜられ、慶応3年1月（1867年）に赦免された。
王政復古後、慶応4年2月20日（1868年3月13日）参与に就任。その後、兼皇太后宮大夫、大宮祗候などを歴任し、明治2年7月27日（1869年9月3日）から明治3年12月12日（1871年2月1日）まで皇太后宮大夫を務めた。
1882年11月8日に隠居し、長男・実正が家督を継いだ。

## 栄典
- 1889年（明治22年）12月27日 - 勲二等瑞宝章[6]

## 親族
- 妻 山内美賀子（山内豊敬の七女）[2]
- 養子 正親町公董（中山忠能の二男）[1][7]
- 長男 正親町実正（伯爵）[2]
- 女子 正親町順子（四辻公賀夫人）
- 女子 正親町兼（山内豊誠夫人）
- 姉 正親町雅子（孝明天皇生母）[2]